# Vinland
Vinland – miasto w Stanach Zjednoczonych, w stanie Wisconsin, w hrabstwie Winnebago.